# Muralhas de Jerusalém
As muralhas de Jerusalém (em árabe: أسوار القدس; em hebraico:  חומות ירושלים) circundam a cidade antiga de Jerusalém (com cerca de 1 km²). Estas muralhas foram construídas antes do ano 3000 a.C., pelos jebuseus, não se tem uma data precisa, mas por relatos históricos se sabe que por volta de 1040 ac, o rei Davi, de Israel, tomou a cidade de Jerusalém, que já era murada. Jerusalém sofreu sucessivas invasões e seus muros foram destruídos, quase que por completo pelo menos três vezes. A última reconstrução ocorreu entre 1535 e 1538 d.C., quando Jerusalém fazia parte do Império Otomano, segundo ordem de Solimão I.
O comprimento das muralhas é 4 018 m, a sua altura média é 12 m e a espessura média 8,5 m. As muralhas contêm 34 torres de vigia e 12 portas de entrada. 
Em 1981, as muralhas de Jerusalém foram adicionadas, em conjunto com a Cidade Antiga, à lista de Património Mundial da UNESCO.
As muralhas de Jerusalém, que foram originalmente construídas para proteger a cidade contra a entrada de inimigos, servem hoje como atração turística pois perderam a capacidade defensiva.